# توپانتسی
توپانتسی (صربی: Tupanci}} یک منطقهٔ مسکونی در صربستان است که در ناحیه کولوبارا واقع شده‌است.
 توپانتسی  ۱۵۸ نفر جمعیت دارد.